# 龙水县城遗址
龍水縣城遺址位於四川省內江市資中縣发轮镇龙水村，文物遺址年代判定為宋代。2007年6月1日公佈為四川省文物保護單位。
龙水县建县始于隋朝，南宋时废县，原因不明。